# روبن فيزو
وإسمه الكامل روبن ميغيل نونيس فيزو (بالبرتغالية: Rúben Miguel Nunes Vezo‏) وهو لاعب كرة قدم برتغالي ولد في يوم 25 أبريل 1994 في مدينة سيتوبال في البرتغال، يلعب في مركز الدفاع وهو حاليا يلعب مع نادي فالنسيا في إسبانيا، كما سبق له اللعب مع نادي فيتوريا سيتوبال في البرتغال، ويبلغ طوله 184 سم.

## روابط خارجية
- روبن فيزو على موقع قاعدة بيانات كرة القدم.إي يو (الإنجليزية)
- روبن فيزو على موقع Soccerbase.com (لاعب) (الإنجليزية)
- روبن فيزو على موقع Soccerway.com (الإنجليزية)
- روبن فيزو على موقع عالم كرة القدم.نت (الإنجليزية)
- روبن فيزو على موقع كووورة
- روبن فيزو على موقع AS.com (الإسبانية)